# Cantone di Yutz
Il Cantone di Yutz è una divisione amministrativa dell'arrondissement di Thionville-Est.
A seguito della riforma approvata con decreto del 18 febbraio 2014, che ha avuto attuazione dopo le elezioni dipartimentali del 2015, è passato da 4 comuni a 23 comuni e una frazione urbana.

## Composizione
I 4 comuni facenti parte prima della riforma del 2014 erano:
- Illange
- Manom
- Terville
- Yutz

Dal 2015, oltre a parte della città di Thionville, i comuni appartenenti al cantone sono i seguenti 23:
- Basse-Rentgen
- Berg-sur-Moselle
- Beyren-lès-Sierck
- Boust
- Breistroff-la-Grande
- Cattenom
- Entrange
- Escherange
- Évrange
- Fixem
- Gavisse
- Hagen
- Hettange-Grande
- Illange
- Kanfen
- Manom
- Mondorff
- Puttelange-lès-Thionville
- Rodemack
- Roussy-le-Village
- Volmerange-les-Mines
- Yutz
- Zoufftgen